# Cyathea austropallescens
Cyathea austropallescens är en ormbunkeart som beskrevs av Lehnert. Cyathea austropallescens ingår i släktet Cyathea och familjen Cyatheaceae. Inga underarter finns listade.